# Slava Ogrizović
Slava Ogrizović, rođ. Vrinjanin (Zvornik, 15. rujna 1907. – Zagreb, 18. listopada 1976.) književnica, novinarka, aktivistica.
Rano se uključila u radnički pokret, sudjelovala je u štrajkovima, bila je članica Inicijativnog odbora za organiziranje Antifašističkog fronta žena (AFŽ-a) Hrvatske, predsjednica Društva za prosvjetu žene, bila je članica SBOTIČ-a te Društva hrvatskih književnica. Zalagala se za humano i slobodno društvo jednakih mogućnosti i prava.
Godine 1940. postaje članica KP-a i započinje s ilegalnim radom, a nakon što je u Zagrebu od vlasti NDH bez suđenja obješen njen muž Bogdan Ogrizović 1943. godine, odlazi u partizane.
Nakon rata vraća se u Zagreb gdje djeluje kao književnica, novinarka, urednica na Radio-Zagrebu, direktorica u Novinskom izdavačkom poduzeću (NIP-u) gdje je između ostalog zaslužna da su se prvi puta kao knjige tiskali romani Marije Jurić Zagorke.
Knjige koje je pisala imaju dokumentarnu vrijednost o događajima iz NOB-a iz osobnog iskustva ili kroz intervjue ljudi koji su sudjelovali u tom razdoblju, a koje je počela skupljati još za vrijeme rata.

## Djela
- "Racija", Zagreb, 1951. godine
- "Ljudi i događaji koji se ne zaboravljaju" (6 knjiga), Zagreb, 1953-1956. godine
- "Jer volimo zemlju", Zagreb, 1954. godine
- "Bili smo jači", Zagreb, 1958. godine
- "Bili smo partizani", Zagreb, 1960. godine
- "Odmazda", Beograd, 1961. godine
- "Zagreb se bori", Zagreb, 1977. godine.